# 能登川村
能登川村（のとがわむら）は、滋賀県神崎郡にあった村。現在の東近江市の繖山北西麓一帯（能登川町・北須田町・南須田町）にあたる。

## 地理
- 山岳：繖山、安土山
- 河川：須田川

## 歴史
- 1894年（明治27年）6月5日 - 八条村が分割し、大字能登川・北須田・南須田の区域をもって発足。
- 1942年（昭和17年）2月11日 - 伊庭村・五峰村・八幡村・栗見村と合併して能登川町が発足。同日能登川村廃止。

## 交通

### 鉄道路線
村域を鉄道省の東海道本線が通過する。同線には能登川駅が存在するが、所在地は当村ではなく八幡村大字垣見と八条村（のち五峰村）大字林の境界である（当村名が駅名に採用された経緯については能登川駅#駅名の由来を参照）。